# Alaksiej Janukiewicz
Alaksiej Janukiewicz (biał. Аляксей Янукевіч; ur. 30 czerwca 1976 w dzielnicy Czyżówka w Mińsku) – białoruski działacz polityczny, od września 2009 do września 2017 przewodniczący Białoruskiego Frontu Ludowego.

## Życiorys
W 1997 ukończył studia na Wydziale Międzynarodowych Stosunków Gospodarczych na Białoruskim Państwowym Uniwersytecie Ekonomicznym, po czym podjął studia doktoranckie (aspiranckie) na macierzystej uczelni (2003–2004). W latach 2002–2003 pracował jako nauczyciel przedsiębiorczości w Liceum Humanistycznym im. Jakuba Kołasa w Mińsku, a później m.in. jako wicedyrektor generalny przedsiębiorstwa „Arkadzija” (2004–2005).
W 1996 wstąpił do Białoruskiego Frontu Ludowego. Od 1999 zasiadał w Sejmie (Radzie Naczelnej) ugrupowania, a od 2003 pełnił obowiązki wiceprzewodniczącego. Działał również w Młodym Froncie jako członek Sejmu i Rady Centralnej (1997–2000) oraz wiceprzewodniczący (1999–2000). Bez powodzenia kandydował w wyborach lokalnych 2003 i 2007, a także w wyborach parlamentarnych w 2004 i 2008 r. Podczas wyborów prezydenckich w 2006 r. blisko współpracował z kandydatem Zjednoczonych Sił Opozycyjnych Alaksandrem Milinkiewiczem.
5 września 2009 został wybrany nowym przewodniczącym BFL na XII Zjeździe Frontu głosami 174 delegatów. Dotychczasowy przewodniczący Lawon Barszczeuski uzyskał 144 głosów. W marcu 2010 została zarejestrowana jego kandydatura do Rady Miejskiej w Mińsku.
10 września 2011 roku, na XIV zjeździe Frontu, Alaksiej Janukiewicz został ponownie wybrany na stanowisko przewodniczącego Partii. Był jedynym kandydatem na to stanowisko. Uzyskał 135 głosów „za” przy 18 głosach „przeciw”.
W związku z ograniczeniem możliwości zajmowania stanowiska przewodniczącego BFL dwoma kadencjami, w kolejnych wyborach przewodniczącego nie kandydował. 3 października 2017 roku, na kolejnym zjeździe partii, zastąpił go Ryhor Kastusiou.
Jest rzymskim katolikiem, pozostaje w stanie wolnym.

## Nagrody
- Kocham Białoruś (2010)[4]